# Sancerre (vin)

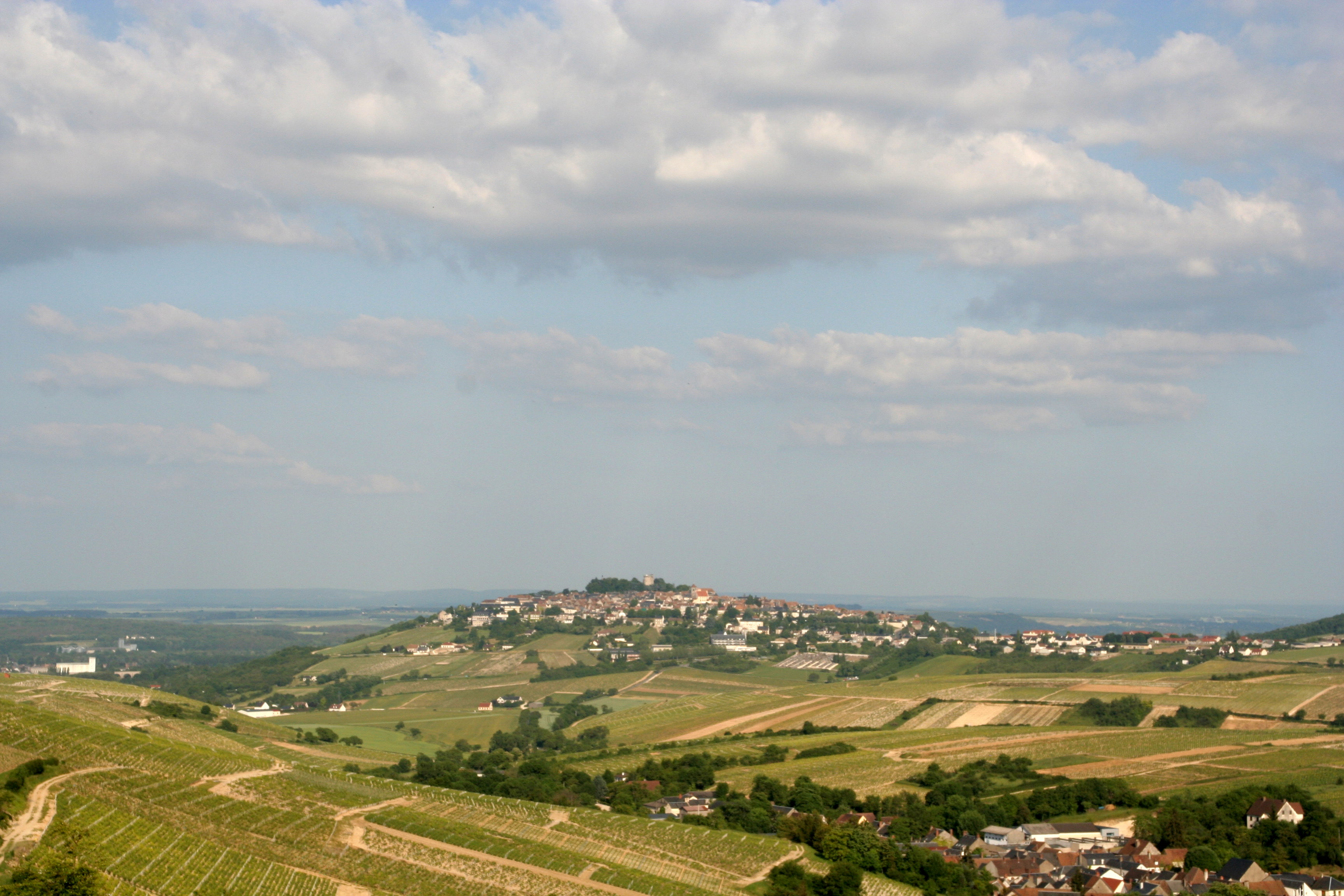
Staden Sancerre omgiven av appellationens vingårdar.

Sancerre är en appellation för Loireviner från övre delen av Loiredalen, och har sitt namn från staden med samma namn. Appellationen är känd för friska vita viner på druvsorten Sauvignon Blanc.
Appellationerna Sancerre och Pouilly Fumé, som gör likartade viner, är belägna på ömse sidor om Loire-floden.